# ليونيل ريوس
ليونيل ريوس (بالإسبانية: Leonel Ríos)‏ (17 نوفمبر 1983 في الأرجنتين - ) هو لاعب كرة قدم أرجنتيني في مركز الوسط. لعب مع أرسنال ساراندي وأوليمبو وإنديبندينتي وروزاريو سنترال وغودوي كروز وفيليز سارسفيلد ونادي أستيراس تريبوليس ونادي ألميريا ونادي جنوى ونادي ريجينا ونادي كافالا وClub Atlético Brown ‏ وBoyacá Chicó F.C. ‏.

## وصلات خارجية
- ليونيل ريوس على موقع قاعدة بيانات كرة القدم.إي يو (الإنجليزية)
- ليونيل ريوس على موقع Soccerway.com (الإنجليزية)